# 如夢似星
《如夢似星》（日语：夢みたいな星みたいな）是的日本漫畫作品，於《電擊萌王》9～16號連載。描寫教會住宿制女子中學學生們間的親密交流。

## 作品概要
聖理查學園是住宿制的教會女子中學。天真爛漫的新生明治阿波蘿入學後成為同班同學森永智呂瑠的室友。智呂瑠雖然是美人，態度卻十分冷淡。阿波蘿勇敢的不斷接觸她，兩人的關係漸漸的親密起來，同時和很會照顧人的同學山野季野子與相親相愛的具理子與聖華都成為朋友，過著熱鬧的學校生活。
百合的程度很高，在學校阿波蘿會用各種有趣的方式接近智呂瑠。傲嬌性格的智呂瑠和愛撒嬌的阿波蘿成明顯對比，兩人常常節拍不合。
作品中穿插著低級笑料，此為作者作品的共同特徵。
常借用製菓公司和糖果的名字作為登場人物的姓名。

## 登場人物
明治阿波蘿
個性活潑的雙馬尾國中生。個性天然，毫不掩飾的表達自己對智呂瑠的感情。在開學典禮時因為迷路而遲到，個性迷糊。手不是很靈巧。喜歡穿著白色過膝襪（智呂瑠批評這是賣萌用的襪子）。大部分的同學都是從國小部直升，阿波蘿則是從其他學校轉進來的。就算不用認真讀書，在期末測驗還是能拿到好成績，在學習方面意外的優秀。
森永智呂瑠
阿波蘿的同學兼室友，是個長髮美人。平時穿著黑色褲襪。個性認真，沒辦法直率的回應阿波蘿太直接的求愛行動。是這群夥伴中身材最好的人。不喜歡吃甜食。
非常喜歡住在遠方，年齡差距很大的哥哥，小時候曾說要做哥哥的新娘。短項鍊、蕾絲內褲、泳裝都是哥哥送的。不擅長加入團體，相當依賴哥哥，但在遇到阿波蘿後漸漸有了改變。
山野季野子
入學時溫柔歡迎阿波羅的同學，很會照顧別人。留短髮，帶著眼鏡。和智呂瑠關係也很好，是兩人共同的朋友及商談對象，常負責安慰她們。待人親切，曾因為沒辦法拒絕阿波蘿，而成為她笨拙技巧下的犧牲者。
具理子
阿波蘿的同學。非常可愛，有如洋娃娃一般。長髮兩邊綁了兩束辮子。喜歡聖華，常和她陷入兩人世界中。聖華對其他女生溫柔會感到忌妒。
聖華
阿波蘿的同學。帥氣的少女。和具理子相親相愛，認為具理子是她的理想。常幫具理子處理家事。
裕理
阿波蘿的同學。長髮分開綁成兩束辮子。具理子懷疑她喜歡聖華，但本人並沒有這種想法。

## 守護吧！三角褲HEART
《如夢似星》單行本中收錄的短篇作品，刊登在《電擊帝王》VOLUME 9（2006年4月）中，共24頁。
女子學校花園學園正在流行一種遊戲，只要能讓別人自己脫下內褲交給自己，就可以把別人當成自己的奴隸。擁有最多奴隸的人將是最偉大的學生。工藤舞將剛轉學進來的桐生西華當成下個目標，但西華卻有個強悍的管家跟在身旁。
工藤舞
二年級女生。非常喜歡女孩子，但不擅長和男生接觸。將很多女學生收為奴隸。留長髮，長的很高，同時身材也很好。為了得到內褲會不擇手段。
桐生西華
轉學生。留短髮，帶著貝雷帽，嬌小的眼鏡女孩。平時穿黑色過膝襪。有管家跟隨的大小姐。
管家
侍奉桐生西華的青年。外表冷淡，說話很毒。對各種小手段習以為常，是工藤舞取得桐生西華內褲的最大阻礙。
美優
喜歡工藤舞而感到焦急的女學生。自認為是傲嬌，但客觀來說並沒有傲的部分。從他利用學生會辦公室這點看來應是學生會成員。

## 出版書籍
| 冊數 | 日文版             | 發售日期      | 中文版             | 發售日期      |
| ---- | ------------------ | ------------- | ------------------ | ------------- |
| 1    | ISBN 4-8402-3540-6 | 2006年7月27日 | ISBN 9789861749945 | 2009年2月28日 |